# Хайдар Расули, Гулам
Генерал-майор Гулам Хайдар Расули (1919 — 28 апреля 1978) родился в Ростаке, провинция Тахар, Афганистан, и был сторонником Мохаммеда Дауд-хана, который вышел в отставку после переворота 1973 года, в результате которого был свергнут король Захир-шах и поставлен Дауд у власти. Он получил раннее военное образование в Высшей военной школе, которую окончил в 1933 году, а затем прошел военную подготовку в Индии с 1956 по 1958 год. В 1966 году он стал директором по набору в Министерстве национальной обороны. В 1973 году он был назначен командующим Центральными силами Афганистана, а два года спустя стал начальником Генерального штаба. Расули был назначен министром обороны Афганистана 7 ноября 1977 года, но был убит 28 апреля во время Саурской революции 1978 года. генерал-майор Гулам Хайдар Расули был сыном Гулама Расула Мухаммадзая Баракзая из Кандагара. Гулам Хайдар Расули был правнуком Амира Мухаммад-хана, братом Амира Дост Мухаммад-хана Баракзая (амира Афганистана) из племени Мухаммадзай Баракзай